# Häfen Wolfsburg
Die Häfen Wolfsburg bestehen aus einem Binnenhafen, zwei Schleusenvorhäfen sowie mehreren Länden und einigen Yachthäfen.

## Geographie
- Karte mit allen Koordinaten:
- OSM |
- WikiMap

Die Häfen befinden sich an etlichen räumlich getrennten Standorten westlich, zentral und östlich des Stadtkernes von Wolfsburg. Sie liegen größtenteils an der Bundeswasserstraße Mittellandkanal (MLK) auf einer Höhe von 56 m ü. NN. Der „untere“ Schleusenvorhafen liegt, als Kuriosität, zwar auf einer Höhe von 65 m, also höher als der „obere“, jedoch bei einer niedrigeren Kilometrierung des MLK.
Mehrere weitere Häfen, die vornehmlich der Sport- und Freizeitschifffahrt dienen, befinden sich am Allersee (AS) auf einer Höhe von 55,5 m ü. NN, zu dem allerdings keine direkte schiffbare Verbindung besteht.
| Lage: Gewässer – km | Höhe ü. NN | Hafen:   | Beschreibung           | Kailänge                          | Ausstattung |
| ------------------- | ---------- | -------- | ---------------------- | --------------------------------- | --- |
| MLK 236,2           | 65 m       | Länden ⊙ | unterer Schleusenhafen | 2 × 700 m, gespundet              | zwei Liegeländen für die Berufsschifffahrt, Strom, Wasser, Bunkerstellen, Anlegeplatz für Kleinfahrzeuge mit Sprechstelle |
| MLK 237,6           | 56 m       | Länden ⊙ | oberer Schleusenhafen  | 750 m, gespundet + 550 m geböscht | Liegeplätze für Gütermotorschiffe, Strom, Wasser, Bunkerung, Anlegeplatz für Kleinfahrzeuge mit Sprechstelle, notfalls ist eine Bahnverkranung auf freier Strecke möglich (nur für Notumschlag Schiff/Schiene bei Betriebsstörungen des Kanales) |
| MLK 239 Süd         | 56 m       | Lände ⊙  | Containerterminal      | 250 m, Kaimauer                   | 2 Reach-Stacker, Pkw- und Lkw-Parkplätze, ÖPNV |
| MLK 240,7 Nord      | 56 m       | Bucht ⊙  | Wendebucht             | 650 m, geböscht                   | Liegeplätze, Bunkerstelle, Wendebucht für Schiffe bis zu 110 m Länge, Poller, Treppen |
| MLK 240,9 Süd       | 56 m       | Lände ⊙  | Raiffeisenlände        | 240 m, gespundet                  | drei Portalkräne, Umschlagseinrichtungen für Schüttgüter, Silos, Hallenlager, Bahnanschluss zweizügig auf den Pier, ÖPNV |
| MLK 245,6 Süd       | 56 m       | Lände ⊙  | Stadtlände (Hbh.)      | 650 m, gespundet                  | Liegeplätze, Strom, Wasser, ÖPNV |
| MLK 245,8 Nord      | 56 m       | Hafen ⊙  | Stadthafen             | 370 m, gespundet                  | Pier West: Pumpen, Tanklager, Bahnanschluss direkt auf den Pier, Pier Ost: Steganlage für Solar- und Tretboote, ÖPNV |
| MLK 246,1 Nord      | 56 m       | Lände ⊙  | Personenschifffahrt    | 60 m, Kaimauer                    | Anlegestelle für die Personenschifffahrt |
| MLK 247 Nord        | 56 m       | Marina ⊙ | Yachthafen Wolfsburg   | 100 m × 30 m                      | Steganlage, Slipstelle, 45 Wasser- und 20 Landliegeplätze, Strom, Wasser, Sanitär, WLAN, Gastronomie |
| MLK 247,6 Nord      | 56 m       | Lände ⊙  | Umsetzstelle           | 10 m, Niederkai                   | Umsetzstelle für Muskelkraftfahrzeuge |
| MLK 249,4 Süd       | 56 m       | Lände ⊙  | WSA-Hafen              | 120 m, Kaimauer                   | Außenlände des Wasserstraßen- und Schifffahrtsamt Uelzen, ASt. Vorsfelde |
| Allersee (AS)       |            |          |                        |                                   | |
| AS Südwest          | 55,5 m     | Stege ⊙  | Ruderverein            |                                   | Steganlage, Bootshaus, Vereinsheim mit Gastronomie |
| AS Süd              | 55,5 m     | Steg ⊙   | Kanuclub               |                                   | Boots- und Clubhaus, Sanitär, Steg, Landliegeplätze |
| AS Süd              | 55,5 m     | Stege ⊙  | Segelverein            |                                   | Steganlage, Bootshaus, Vereinsheim Wasser- und Landliegeplätze |
| AS Südost           | 55,5 m     | Stege ⊙  | YC Hoffmannstadt       |                                   | Steganlage, Bootshaus, Vereinsheim Wasser- und Landliegeplätze |

## Geschichte
In den Jahren 1934 bis 1938 wurde der Mittellandkanal bei Wolfsburg gebaut, das in der Zeit des Nationalsozialismus planmäßig angelegt wurde und damals Stadt des KdF-Wagens bei Fallersleben hieß. Ab 1939 wurden am Stadthafen große Mengen Steinkohle zur Befeuerung des dortigen Heizkraftwerkes angeliefert. Im Zweiten Weltkrieg entstand das Automobilwerk und der Stadthafen diente auch als Ladestelle des Werks, das damals hauptsächlich Rüstungsgüter herstellte. Im April 1945 waren die Anlagen nach alliierten Bombardierungen zum größten Teil zerstört und im Mai 1945 wurde der Ort in Wolfsburg umbenannt. Nach dem Wiederaufbau profitierte in der Zeit des Wirtschaftswunders auch der Hafen vom Wachstum der Stadt und der Industrie am Ort. Nach Ausbau- und Ertüchtigungsarbeiten am Kanal in den 1960er Jahren kamen die Agrarlände Fallersleben und die Schleusenhäfen 1972 durch Eingemeindung zu den Häfen Wolfsburgs hinzu. Etwa zeitgleich zogen die Sportvereine mit ihren Landungsstellen für die Freizeitschifffahrt vom Mittellandkanal an den neu geschaffenen Allersee um. Vorsfelde kam ebenfalls 1972 durch Eingemeindung zu Wolfsburg. Bei Ausbauarbeiten in den 1980er Jahren entstand dort ein Betriebshafen als Außenbezirk des Wasserstraßen- und Schifffahrtsamtes Uelzen. 2012 wurde mit dem Bau des Containerterminals in Fallersleben begonnen, das im August 2014 eröffnet wurde.

## Gewerbe und Infrastruktur

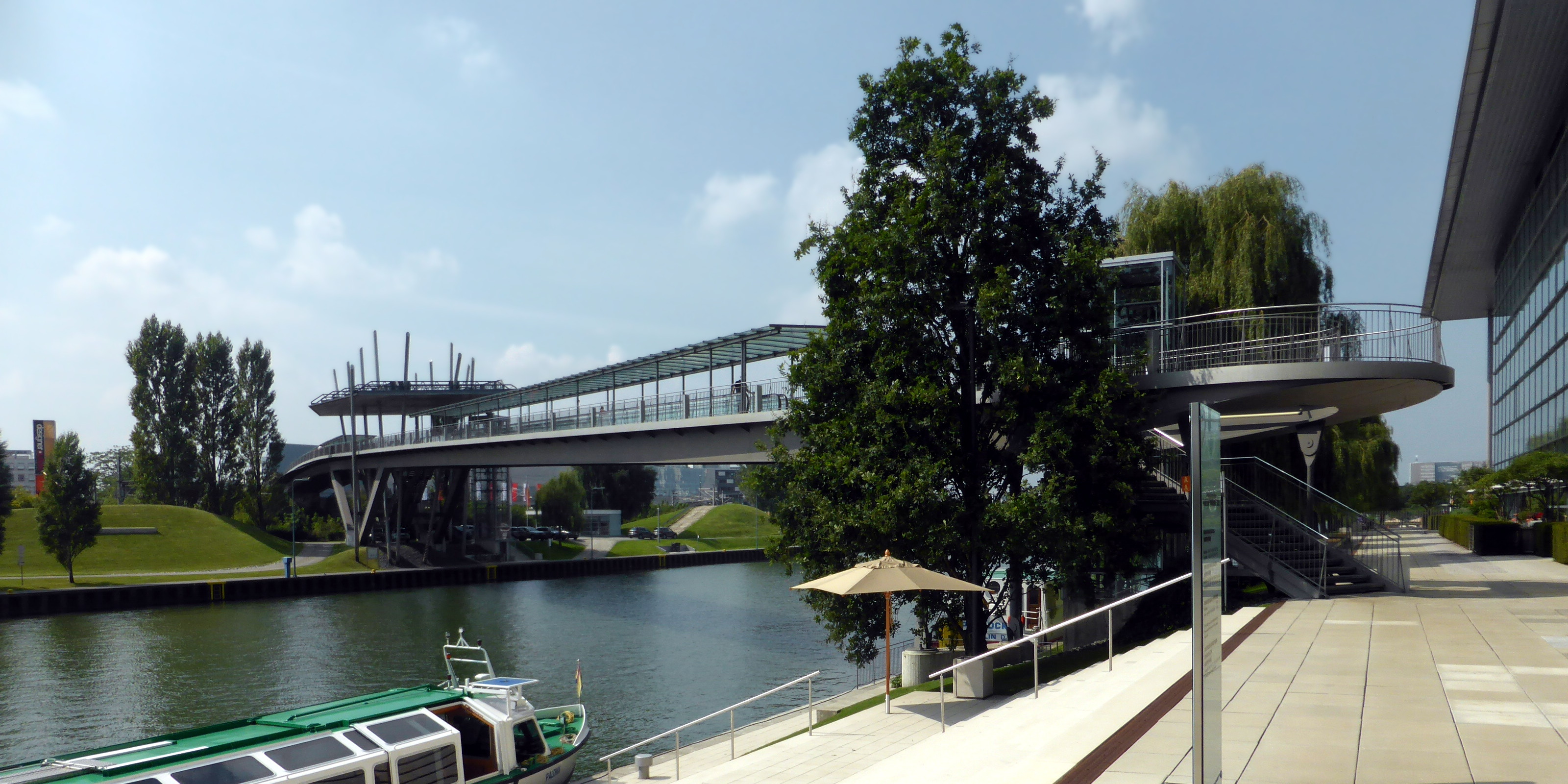
Anlegestelle der Personenschifffahrt an der Autostadt

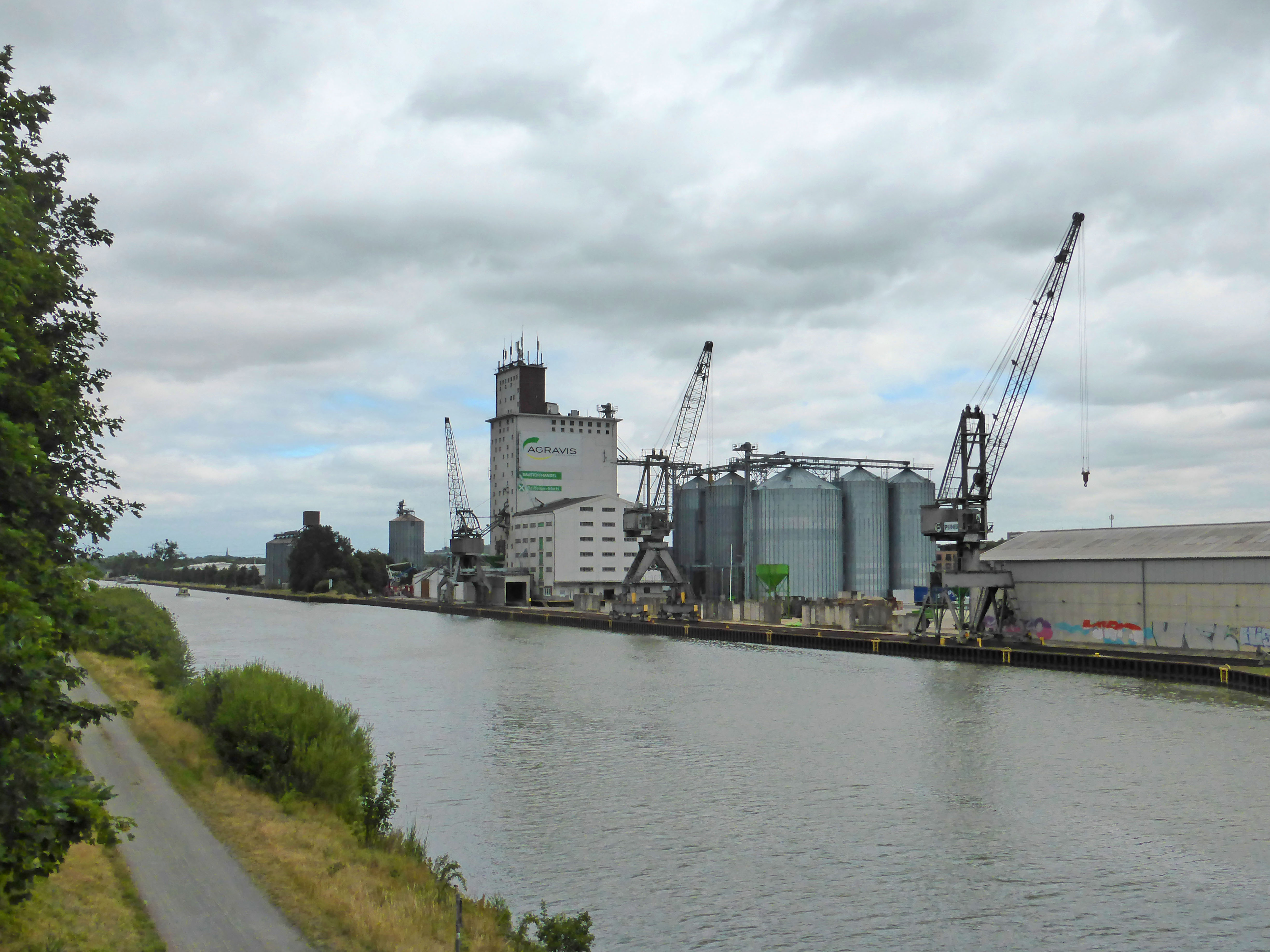
Raiffeisenlände in Fallersleben

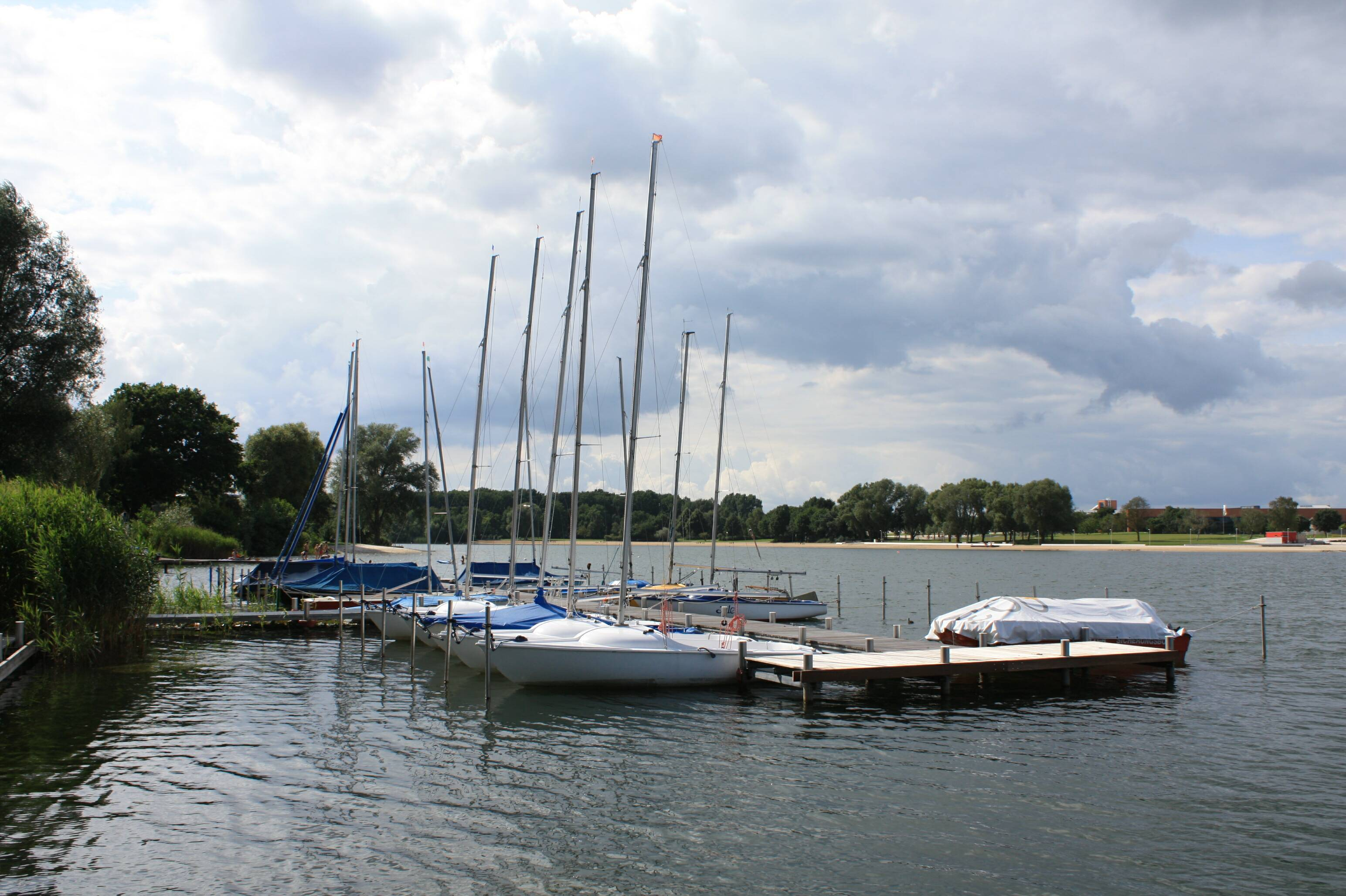
Freizeitschifffahrt auf dem Allersee

Die einzelnen Hafeneinrichtungen in Wolfsburg sind, den jeweiligen Erfordernissen entsprechend, unterschiedlich ausgestattet. Der älteste Teil, das Hafenbecken des Stadthafens, diente von Anfang an hauptsächlich dem Umschlag von Brennstoffen, Rohmaterial und Halbzeugen. Die Werksbahn führt dort eingleisig direkt auf den westlichen Pier. Auf dem Luftbild von 1989 (siehe Weblinks) kann man noch die riesigen Kohlenhalden sehen. Heute hat den Ostpier die Gastronomie für sich erobert. Die östlichen Umschlags- und Lagerflächen sind einem Hotelkomplex und Restaurants gewichen. An zusätzlich eingebrachten Niederkai-Anlegestegen wird Tret- und Solarbootverleih betrieben. An der Stadtbrücke hat die Ausflugs- und Personenschifffahrt ihren eigenen Landungssteg für Rundfahrten und Flusskreuzfahrtschiffe.
An der Raiffeisenlände in Fallersleben ist man vorrangig für den Umschlag und die Lagerung von Agrarerzeugnissen, Futter- und Düngemitteln sowie Baumaterialien eingerichtet. Die dortigen Anlagen betreibt die Agravis Raiffeisen AG. Es gibt drei Portalkräne, Fördereinrichtungen für Schüttgüter, Flurförderzeuge, Lagerhallen, Silos und Freilagerflächen. Ausziehgleise führen zweizügig direkt auf den Pier, sodass dort jeweils zwei Gütermotorschiffe und Ganzzüge im trimodalen Verkehr abgefertigt werden können. Auch große Mengen von Schrott aus der Automobilfertigung und Entsorgung wurden dort immer wieder verschifft. Zurzeit (Stand 2016) ist die Schrottverladung eingestellt, soll aber nach Ertüchtigung des Umschlagsplatzes und behördlicher Genehmigung alsbald wieder aufgenommen werden. Am WSA-Hafen, der Außenlände am Hauptbahnhof und an den Schleusenvorhäfen findet kein regelmäßiger Umschlag statt. Diese dienen als Liegeplätze für die Berufsschifffahrt, als Bunkerstellen oder zum Laden von Betriebsmitteln des Kanales.
Das 2014 neu eröffnete Containerterminal in Fallersleben hat derzeit zwei mobile Containerstapler, etwa 20.000 m² Freilagerflächen und großzügig angelegte Parkmöglichkeiten zur Verfügung. Im Zwei-Schicht-Betrieb werden dort derzeit 35–50 Container wöchentlich verladen. Auch dort können jeweils zwei Schiffe gleichzeitig abgefertigt werden. Ein Bahngleis verläuft ganz in der Nähe und kann 200 m südlich des Kais kreuzungsfrei angefahren werden, erschließt aber nicht bis direkt auf den Pier. In östlichen Hafenbereich steht dort eine Slipstelle für Kleinfahrzeuge öffentlich zur Verfügung.
Die Hafeneinrichtungen am Allersee sind ausschließlich für die Freizeitschifffahrt und die Naherholung bestimmt.

## Verkehr
Die Häfen Wolfsburgs sind über teils schwerlastfähige Gemeindestraßen zum Teil kreuzungsfrei zu der zentral den Ort querenden Bundesautobahn 39 hin erschlossen. Vom Allersee und von der WSA-Lände in Vorsfelde aus ist die nördlich verlaufende Bundesstraße 188 die günstigere Verbindung.
Bahnanschlüsse gibt es an allen Hafenteilen, außer am Allersee und an der WSA-Lände.
ÖPNV-Anschlüsse bestehen an allen Hafenteilen in Laufnähe mit teils ausgezeichneter Taktung. Lediglich an der Lände in Vorsfelde und dem oberen Schleusenvorhafen beträgt die Entfernung etwa 500 m bis zur nächstgelegenen Zustiegsmöglichkeit.
Schiffsrundfahrten starten an der Personenschifffahrts-Lände bei geeignetem Wetter zu fünf Fahrten täglich. Sie verkehren im Auftrag der Autostadt.